# Super Bowl XX
El Super Bowl XX fue el nombre que se le dio al partido de fútbol americano que definió al campeón de la temporada 1985-86 de la NFL. El partido se disputó el 26 de enero de 1986 en el estadio Louisiana Superdome de la ciudad de Nueva Orleans, Luisiana entre el campeón de la NFC, los Chicago Bears y el campeón de la AFC, los New England Patriots. El título quedó en manos de los Chicago Bears, quienes obtuvieron su primer Super Bowl.

## Resumen del partido
En el primer cuarto del Super Bowl XX los Patriots anotaron primero con un gol de campo de Tony Franklin de 36 yardas, al minuto de arrancado el juego. Sin embargo, los Bears con 2 goles de campo de Kevin Butler de 28 y 24 yardas respectivamente y más un touchdown de Matt Suhey de 11 yardas, darían vuelta al resultado. En el segundo cuarto, Jim McMahon con una carrera de 2 yardas y un gol de campo de Butler de 24 yardas, mandaba al descanso a los Bears arriba en el marcador por 23-3. En el tercer cuarto, los Bears con 3 anotaciones, primero de Jim McMahon con un acarreo de una yarda, luego  Reggie Phillips con un retorno de 28 yardas (interceptó un pase de Steve Grogan) y William Perry con una carrera de una yarda liquidarían el juego. En el último cuarto los Patriots anotarían con un pase de 8 yardas de Steve Grogan para Irving Fryar. Sobre el final del juego Henry Waechter capturaría a Grogan en su zona de anotación produciendo un safety y así sumando 2 puntos más para los Chicago Bears quienes se impusieron por 46-10. La defensiva de los Bears (considerada la mejor de esa temporada) estuvo perfecta, solo le permitió 7 yardas por tierra a los Patriots (la peor actuación de un equipo en un Super Bowl) y capturó a su mariscal 7 veces. El jugador más valioso fue el defensivo Richard Dent, quien forzó 2 balones sueltos y bloqueó un pase.